# Naci Erdem
Naci Erdem (28. ledna 1931 Istanbul – 28. března 2022) byl turecký fotbalista, záložník.

## Fotbalová kariéra
V turecké nejvyšší soutěži hrál za Fenerbahçe SK, Beyoğluspor a Galatasaray SK. S Fenerbahçe SK vyhrál v roce 1961 tureckou ligu a s Galatasaray SK v letech 1965 a 1966 turecký fotbalový pohár. Za reprezentaci Turecka nastoupil v letech 1954–1965 ve 34 utkáních. V Poháru mistrů evropských zemí nastoupil v 6 utkáních a v Poháru vítězů pohárů nastoupil v 8 utkáních. Byl členem turecké reprezentace na Mistrovství světa ve fotbale 1954, nastoupil ve 3 utkáních.

## Ligová bilance
| Ročník                  | Zápasy | Góly | Klub           |
| ----------------------- | ------ | ---- | -------------- |
| 1. turecká liga 1959/60 | 34     | 8    | Fenerbahçe SK  |
| 1. turecká liga 1960/61 | 29     | 9    | Fenerbahçe SK  |
| 1. turecká liga 1961/62 | 26     | 1    | Fenerbahçe SK  |
| 1. turecká liga 1962/63 | 5      | 1    | Fenerbahçe SK  |
| 1. turecká liga 1963/64 | 17     | 0    | Beyoğluspor    |
| 1. turecká liga 1964/65 | 26     | 0    | Galatasaray SK |
| 1. turecká liga 1965/66 | 16     | 0    | Galatasaray SK |
| CELKEM 1. liga          | -      | -    |                |